# Los Clones
Los Clones fue un programa de humor emitido por Intereconomía Televisión (España) y presentado por la periodista Eugenia Marcos. Se emitía de lunes a viernes de 21:20 a 21:45, antes de la emisión de El gato al agua.

## El programa
Creado en 2006, comenzó llamándose Con dos Clones y posteriormente heredó el formato del magacín Nada Partidarios. A partir del año 2008 tomó el nombre de Los Clones. El programa, cuya duración era de 25 minutos, se componía de sketches basados, en su mayoría, en imitaciones y parodias de personajes relacionados con la política, el deporte y la farándula. Personajes como Mariano Rajoy o José Luis Rodríguez Zapatero tenían su clon en el programa.
La presentación del programa corría a cargo de la periodista asturiana Eugenia Marcos, junto con Luis Ignacio González. Pero debido a la baja por maternidad de la presentadora Eugenia Marcos, se encargó de presentar el programa a Irene Vaquero. Sus protagonistas y principales humoristas eran Luis Ignacio González y Federico de Juan cuya trayectoria juntos comenzó en la década de 1990 en El Jardín de los Bonsáis, una sección del programa radiofónico Protagonistas de Luis del Olmo.
En el programa se parodiaban a personajes como:
- José Luis Rodríguez Zapatero
- Mariano Rajoy
- Esperanza Aguirre
- Alberto Ruiz-Gallardón
- Miguel Sebastián
- José Bono
- Josep-Lluís Carod-Rovira
- José María Aznar
- Cándido Méndez
- Ignacio Fernández Toxo
- Los Pajinianos (con Carlos Jesús Clon, Cristofer Clon y Micael Clon)
- Manuel Chaves (y su frustrado aunque inseparable traductor)
- Juan Carlos I
- Pepiño Blanco
- Sonsoles Espinosa Díaz
- Luis María Anson
- Carme Chacón
- Alfredo Pérez Rubalcaba (también llamado "Rubalca-Vader" y "Alfredo, Pérez y Rubalcaba"
- Ángeles González-Sinde
- Antonio Gala
- Alfonso Arteseros
- Florentino Pérez
- José Mourinho
- Gaspar Llamazares
- Felipe González
- Carla Bruni
- Angela Merkel
- Lady Gaga
- Yorgos Papandreu
- Silvio Berlusconi
- Antonio Jiménez

El broche final al programa lo ponía siempre la sección "La Oda", una décima basada en un tema de actualidad del día e interpretada por Antonio Gala Clon.
El 10 de octubre de 2011 llegó a los 800 programas, habiendo parodiado a 66 personajes y hecho 8425 sketches.
El 23 de abril de 2012 alcanzó los 900 programas.
En diciembre de 2012, Los Clones alcanzaron los 1000 programas. Este millar de programas coincidió con la publicación del libro Los Clones. Un libro muy serio escrito por Itxu Díaz, Federico de Juan y Luis Ignacio González.

## Audiencia
Los Clones tenían una audiencia media de 540.000 espectadores con un share del 2,7 %.
Audiencia máxima:  965.000 espectadores.

## Premios
- Antena de Plata 2008